# Crescentino di Città di Castello
Crescentino o Crescenziano (Roma, 276 – Città di Castello, 1º giugno 303) è stato, secondo la tradizione, un soldato romano che avrebbe subito il martirio ai tempi delle persecuzioni di Diocleziano; è pertanto considerato santo dalla Chiesa cattolica ed è il santo patrono delle città di Urbino nelle Marche, di Crescentino in Piemonte e il compatrono di Città di Castello in Umbria.

## Agiografia
Crescentino sarebbe nato a Roma nel 276, figlio di Eutimio, un nobile romano convertito al cristianesimo. Fu indirizzato alla carriera militare ed entrò nella prestigiosa prima coorte della prima legione, di stanza a Roma per la difesa dell'Imperatore. Questa legione era comandata da Sebastiano, insieme al quale operò per la propagazione della fede cristiana.

### Esilio
La leggenda riferisce che a causa di un editto dell'imperatore Diocleziano, ai soldati romani fu proibito di praticare il Cristianesimo e di conseguenza molti soldati cristiani furono uccisi o costretti all'esilio. Crescentino nel 297 abbandonò la capitale insieme ai suoi genitori e si rifugiò a Perugia. Perduti i genitori, donò parte dei suoi beni ai poveri e lasciò Perugia a cavallo recandosi con alcuni compagni nella valle Tiberina. Arrivato a Tifernum Tiberinum, oggi Città di Castello e allora interamente pagana, si propose di convertirne gli abitanti. La leggenda narra che la campagna intorno alla città , in località Pieve de' Saddi, era oppressa da un terribile mostro (un drago) che con il proprio alito pestilenziale procurava malattie agli abitanti e devastava le campagne. Il santo, dopo aver predicato la fede cristiana, uccise il mostro in combattimento a Pieve de' Saddi (dove erano presenti tre presunte costole del drago, una delle quali oggi custodita al museo diocesano di Città di Castello) e fu accolto come un liberatore dalla popolazione.
L'imperatore Diocleziano, venuto a conoscenza dei fatti prodigiosi e dell'ascendenza ottenuta da Crescentino sulla popolazione, ordinò al prefetto dell'Etruria, Flacco, di chiedere a Crescentino l'abbandono della fede cristiana e il ritorno nella sua legione, sotto pena della morte fra i più atroci tormenti. Crescentino invece si impegnò maggiormente nella predicazione della sua fede e si guadagnò nuove conversioni, compiendo diversi miracoli.

### Martirio
La leggenda prosegue con la narrazione del martirio subito dal santo; Flacco fece trascinare Crescentino in un tempio dedicato a Giove, dove il Santo rifiutò di obbedire all'ordine di adorare gli Dei pagani. Crescentino venne allora messo al rogo, ma con meraviglia dei suoi carnefici risultò immune dalle fiamme, nel mezzo delle quali continuava ad intonare canti di lode a Dio. I soldati allora lo denudarono e, legatigli mani e piedi, con una corda al collo lo trascinarono per le strade cittadine, e infine, gli tagliarono la testa. Il martirio sarebbe avvenuto, secondo la leggenda, il 1º giugno del 303.

### Culto
Nella notte alcuni cristiani si sarebbero quindi recati sul luogo del supplizio per dare onorata sepoltura al giovane martire, che venne sepolto nel mezzo di un bosco. Sul luogo della sepoltura del santo sarebbe quindi sorta una piccola chiesa (Pieve de' Saddi). Nello stesso luogo, il successivo 10 giugno sarebbero stati sepolti anche i compagni di Crescentino, che a loro volta avevano subito il martirio tutti insieme. I nomi dei compagni di Crescentino riportati dalla leggenda sono: Grivicciano, Giustino, Fortunato, Benedetto, Orfito, Europio, Esusperanzio e Viviano, tutti venerati dalla Chiesa come martiri.
Benché la data del martirio sia tradizionalmente indicata al 1º giugno, san Crescentino fu ascritto nel Martirologio Romano del Baronio (come santo locale) alla data dell'8 agosto.

## Patrono di Urbino
Nel 1068 il vescovo di Urbino Mainardo, poi divenuto beato, desideroso di dare alla chiesa urbinate le reliquie di un santo da venerare come proprio Patrono; chiese a Fulcone, vescovo di Tifernum Tiberinum (Città di Castello), il corpo di un martire, visto che quella diocesi ne aveva diversi. Fulcone acconsentì volentieri; per cui il vescovo Mainardo, accompagnato dal clero, dai nobili e da molti cittadini, partì da Urbino in pieno inverno, circa la metà di dicembre, e superati con fatica i passi appenninici raggiunse la Pieve de' Saddi per ricevere il corpo del martire donato da Fulcone.
La reliquia, destinata a ornare la chiesa urbinate, era il corpo di san Crescentino; aperta l'urna, le spoglie del santo furono trasferite in un'altra più piccola in legno, per facilitarne il trasporto. Ma il vescovo Fulcone non volendo privare la città di un suo martire si volle riservare la testa (attualmente conservata nella cripta del Duomo di Città di Castello).
Mentre il vescovo Mainardo, assieme al clero e ai notabili cittadini, si era rimesso in cammino per tornare ad Urbino; il popolo di Tiferno, avendo ormai compreso che gli urbinati si portavano via il corpo del santo, corse ad inseguirli per sottraglielo e riportarlo indietro.
Ma secondo un'antica tradizione, ancora viva tra gl'urbinati e sostenuta da antichi documenti, si dice che una fitta nebbia si alzò improvvisamente nel mezzo dell'Appennino, tanto che i tifernati non poterono più vedere gli urbinati; per cui, perduta la speranza di raggiungerli, se ne tornarono indietro.
Quando gl'urbinati giunsero col corpo del Santo nella loro città, la sera del 18 dicembre 1068, il vescovo Mainardo posò la cassa che ne conteneva i resti nel luogo poi divenuto piazza Farina.
Il corpo di San Crescentino fu sepolto in una tomba sotto alla Cattedrale e il vescovo Mainardo avviò subito i lavori di costruzione per il nuovo Duomo, il primo entro le mura cittadine, dedicato a Santa Maria Assunta in Cielo e a San Crescentino.
Sull'antica piazza Farina venne eretta nel 1737 una colonna (di origine romana) sostenuta da un'ara in pietra, provenienti dalla Chiesa dei Santi Apostoli di Roma, sormontate da una statuetta del santo in bronzo, ora conservata nella Galleria Nazionale delle Marche, doni del cardinal Annibale Albani. Nel giugno 2009 una copia della statua è stata ricollocata sulla sommità della colonna e il sito in cui è situato il piccolo monumento è stato intitolato al Santo (Largo San Crescentino).